# Eldorado Glacier
Der Eldorado Glacier ist ein Gletscher an den Südhängen des Eldorado Peak im North Cascades National Park im US-Bundesstaat Washington. Der Gletscher ist etwa 0,85 mi (1,37 km) lang, an seinem Ende etwa 1,2 mi (1,9 km) breit und fließt von 8.400 ft (2.560 m) bis auf 7.000 ft (2.134 m) Höhe herab. Der Eldorado Glacier ist in seinen oberen Bereichen mit dem Inspiration Glacier verbunden. Das Schmelzwasser des Eldorado Glacier fließt südwärts und stürzt über die Roush Creek Falls, mit 2.000 ft (610 m) Höhe einer der höchsten Wasserfälle in Washington.